# 天主教特隆赫姆自治監督區
天主教特隆赫姆自治監督區（拉丁語：Territorialis Praelatura Trudensis）是羅馬天主教在挪威中部的一個自治監督區，監督總部位於特隆赫姆。

## 現況
2011年，有9,843名教友，佔轄區總人口1.4%、6名司鐸、7名修士、18名修女。有五個堂區除了特隆赫姆外還有莫爾德、萊旺厄爾、克里斯蒂安松和奧勒松。自治監督區為斯堪地那維亞主教團成員。

## 歷史
前身是尼德羅斯總教區。1537年宗教改革期間被廢除，直至1844年才恢復宗教活動。1872年建立堂區，1931年設中挪威自治傳教區。1935年立監牧區，1953年立代牧區。1979年立自治監督區。
現任監督為嚴規熙篤隱修會會士毅力·瓦爾恩主教。